# Delbar Nazari
Delbar Nazari (Distretto di Khulmi, 5 marzo 1956 – Calgary, 14 agosto 2024) è stata una politica e funzionaria afghana, ultima ministra per gli affari femminili.

## Biografia
Di origine uzbeka, nacque il 5 marzo 1956 nel distretto di Khulm nella provincia di Balkh. Conseguì una laurea presso il Centro di formazione degli insegnanti di Balkh e una laurea in relazioni internazionali presso l'Università di Kabul.
Nazari fu insegnante e preside della Naeem Shahid High School di Samangan e lavorò presso Oxfam e UNICEF. Fu un membro del parlamento di Samangan dal 2005 al 2010. Lavorò presso il dipartimento del Ministero dell'Interno per lo sviluppo della carta d'identità nazionale elettronica.
Venne nominata dal team di Abdullah Abdullah per il gabinetto del governo di unità nazionale, e ministra per gli affari femminili nell'aprile 2015; fu una delle quattro donne nominate all'interno di quel gabinetto.
Il 13 luglio 2016 la Camera bassa presentò una mozione di sfiducia nei suoi confronti, accusandola di corruzione e inefficienza professionale, una di una lunga serie di mozioni di questo tipo contro i ministri del governo, ma il voto fu respinto.
Nell'ottobre 2016 apparve in un panel tutto femminile nel programma Open Jirga della BBC, per discutere di questioni di uguaglianza, nonostante i bombardamenti e gli attacchi in città il giorno precedente. Il 13 dicembre 2016 dichiarò ai giornalisti che oltre l'87% delle donne in Afghanistan non si sente al sicuro, affermando che "le privazioni causano molte minacce alle donne in tutto il paese". Il suo ministero registrò più di 4.000 casi di violenza contro le donne nei nove mesi precedenti.